# 罗德尼·希思
罗德尼·希思（英語：Rodney Heath，1884年6月15日—1936年10月26日），生于墨尔本，澳大利亚男子网球运动员。他曾获得澳大利亚网球公开赛男子单打冠军、男子双打冠军。他于1936年在墨尔本去世。